# 오하스타
오하스타(일본어: おはスタ-THE SUPER KIDS STATION-)은 일본의 버라이어티, 음악 텔레비전 방송 프로그램이다.